# Autoroute A719 (France)
L'autoroute A719 est une autoroute française située dans le département de l'Allier qui relie l'agglomération de Vichy à l'autoroute A71. Elle part de l'échangeur situé à l'ouest de Gannat qui la connecte avec l'autoroute A71 et se termine au carrefour giratoire entre les routes départementales 2209 (ancienne route nationale 209), 215 et 906, sur la commune d'Espinasse-Vozelle. Elle a été ouverte en deux temps : la première section qui contourne Gannat par le nord l'a été en 1997 et le prolongement aux portes de Vichy (13,8 km) le 12 janvier 2015.
L'autoroute est concédée à la société des Autoroutes Paris-Rhin-Rhône, elle est payante dans sa partie Gannat-Est - Vichy, le contournement de Gannat restant libre de péage.

## Historique
| Tronçon                            | Déclaration d'utilité publique | Mise en service |
| ---------------------------------- | ------------------------------ | --------------- |
| Antenne de Gannat                  | 6 mars 1992                    | 3 juin 1997     |
| Prolongement vers l'ouest de Vichy | 16 août 2011                   | 12 janvier 2015 |

### Antenne de Gannat
Le premier tronçon de l'autoroute contournant Gannat par le nord a été déclaré d'utilité publique le 6 mars 1992. Cette antenne, « destinée à améliorer la desserte de Vichy depuis l'autoroute A71, en évitant l'agglomération de Gannat », ouvre le 3 juin 1997.
Longue de 9 km, cette autoroute ne comportait que des demi-échangeurs : on ne pouvait accéder à l'autoroute uniquement de ou vers l'autoroute A71 ce qui engageait le paiement d'un péage (franchissement du péage de Gannat).
En vue du prolongement de l'autoroute, trois échangeurs desservant Gannat ont été complétés, permettant ainsi d'utiliser cette autoroute pour contourner gratuitement ladite ville, entre l'échangeur 13 d'Ébreuil, 14 de Gannat-nord et 15 de Gannat-Est.

### Prolongement vers Vichy
Des études prévisionnelles du prolongement de l'autoroute ont été lancées en 2001 et 2002. Les variantes de tracé ont été choisies en 2004.
Entre le 19 juin et le 27 juillet 2008, ATMO Auvergne a étudié la qualité de l'air le long du prolongement. L'autorité environnementale délibère un avis sur ce projet en octobre 2009 puis le 8 décembre, une enquête publique préalable à la déclaration d'utilité publique est annoncée pour se tenir du 25 janvier au 26 février 2010. La société concessionnaire avait dix-huit mois pour définir le tracé.
Le projet est déclaré d'utilité publique le 16 août 2011. Trois réunions publiques ont été organisées à Monteignet-sur-l'Andelot, Espinasse-Vozelle et Cognat-Lyonne. Une autre enquête publique préalable à la déclaration d'utilité publique au titre de la loi sur l'eau s'est tenue du 10 avril au 11 mai 2012.
Les travaux ont débuté en 2013, et l'autoroute ouvre le 12 janvier 2015. Ce projet, de 100 millions d'euros, inclut également le complément du demi-échangeur 13 d'Ébreuil — accès par une route classée dans la voirie départementale : la D 998a, desservant la zone d'activités des Prés Liats, à l'ouest de Gannat — et de l'échangeur 14 Gannat-nord, ainsi que la modification de l'échangeur 15 Gannat-Est avec la création d'un carrefour giratoire sur la route départementale 273.
La nouvelle barrière de péage, installée côté Vichy, comprend trois voies dans chaque sens dont une dédiée au télépéage sans arrêt. Un usager devait payer 1 € pour emprunter cette autoroute au moment de sa mise en service.
Le 12 octobre 2014, APRR a ouvert 8 km d'autoroute au public. 

Images de l'autoroute A719 le 12 octobre 2014
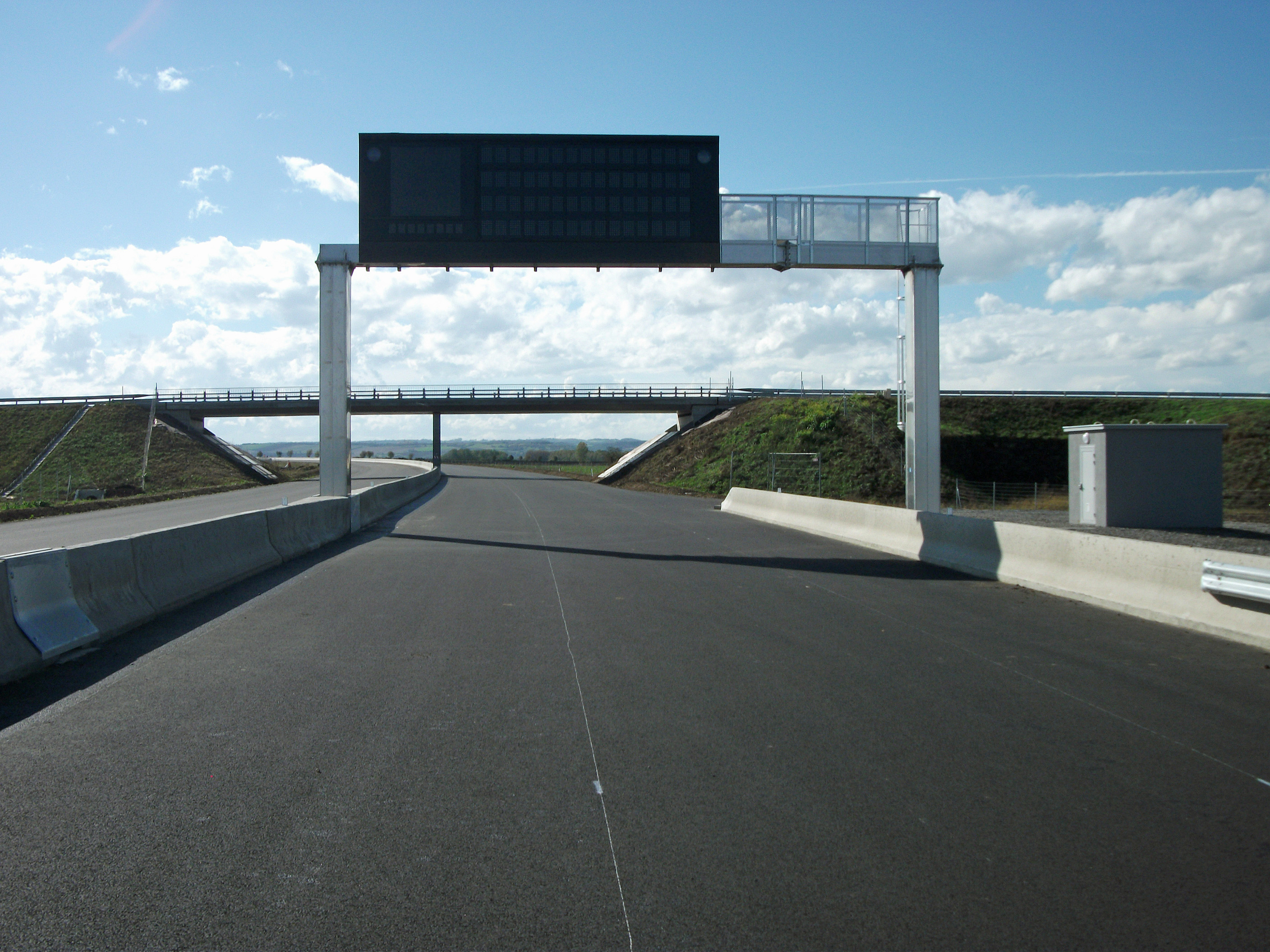
Kilomètre 13,5 : portique en direction de Gannat.
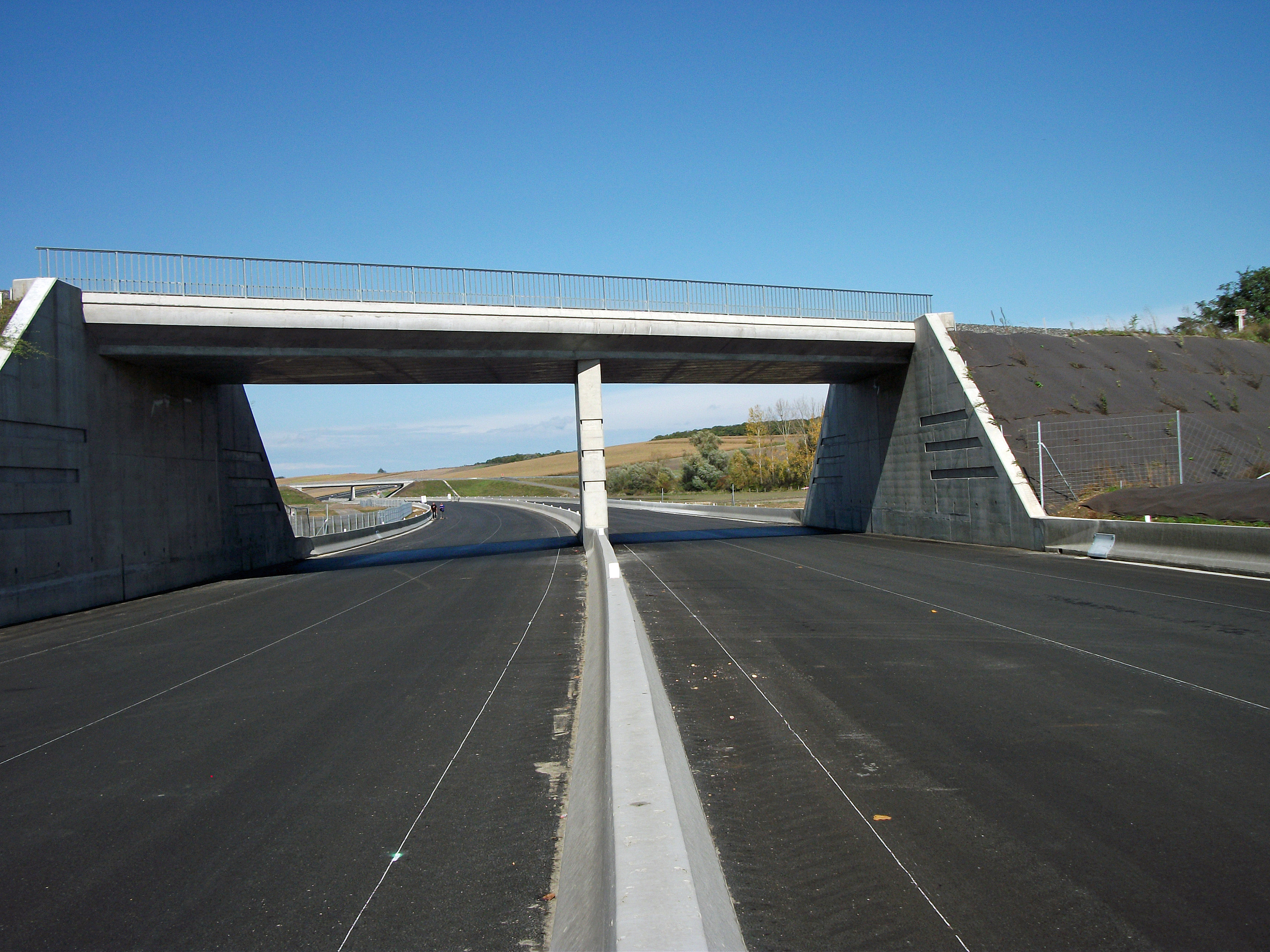
Kilomètre 15,6 : pont-rail de la voie ferrée.
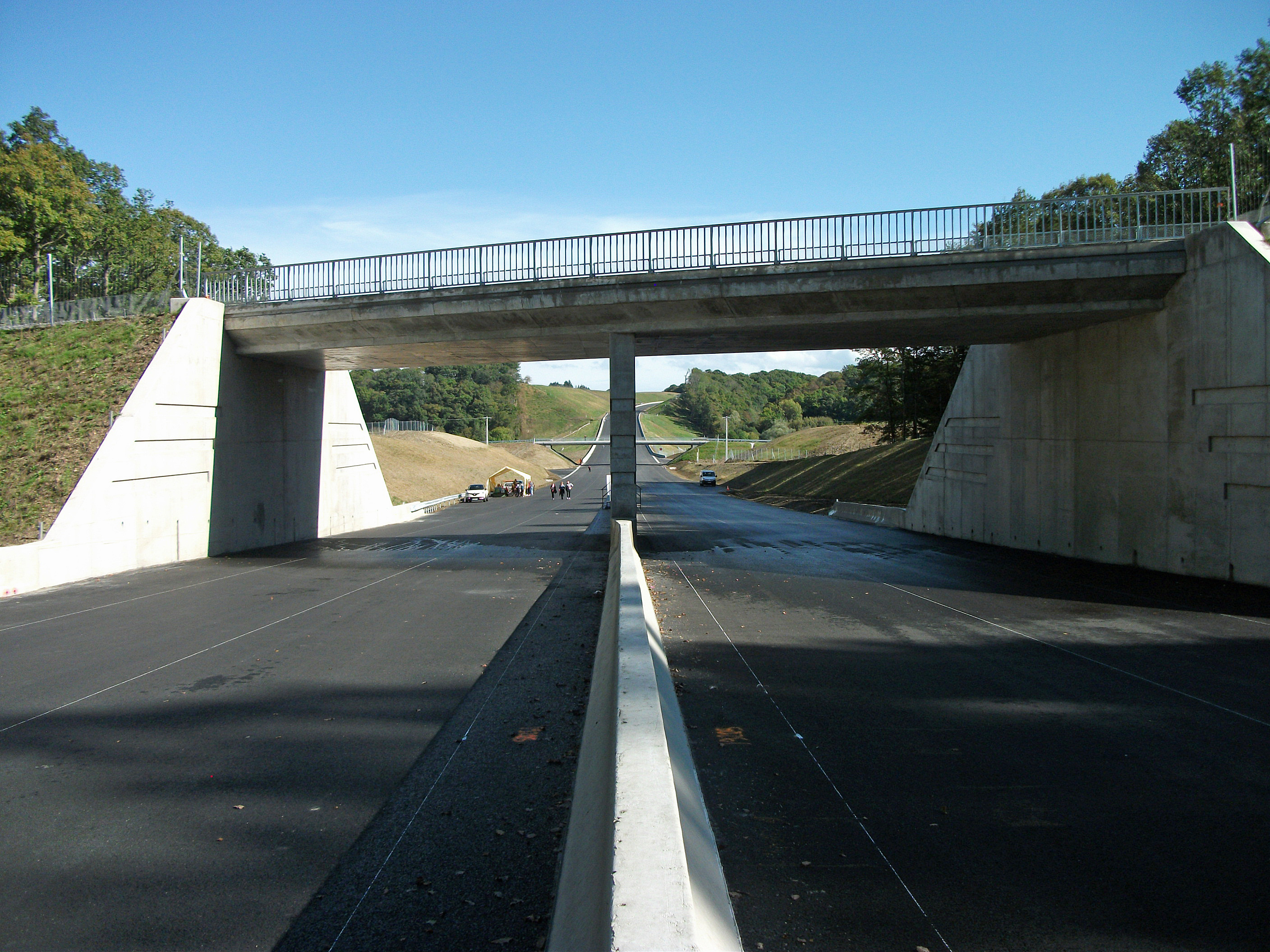
Kilomètre 19,2 : pont-rail de la voie ferrée.
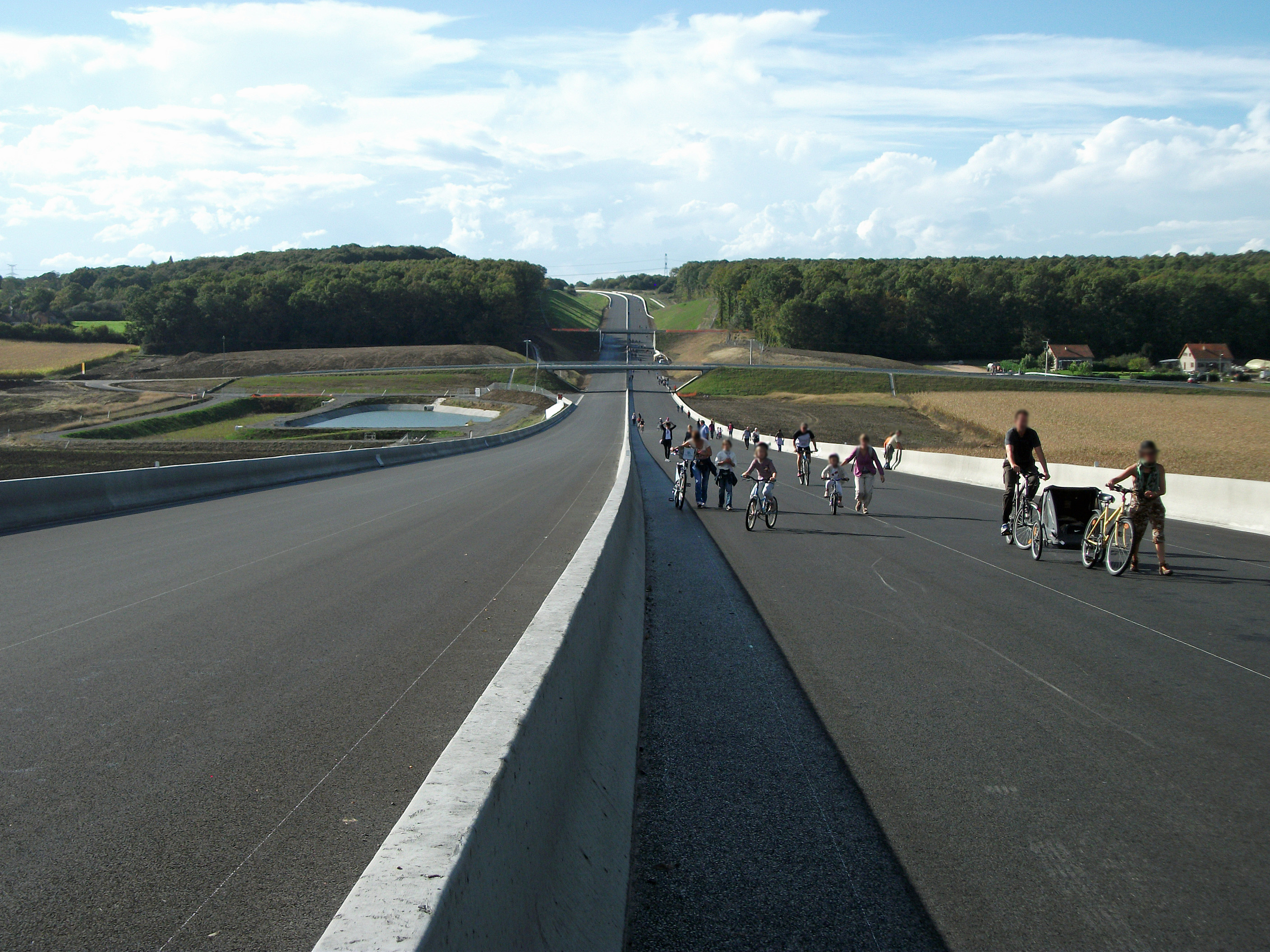
Kilomètre 20 : piétons et véhicules non motorisés découvrent l'autoroute.

## Tracé

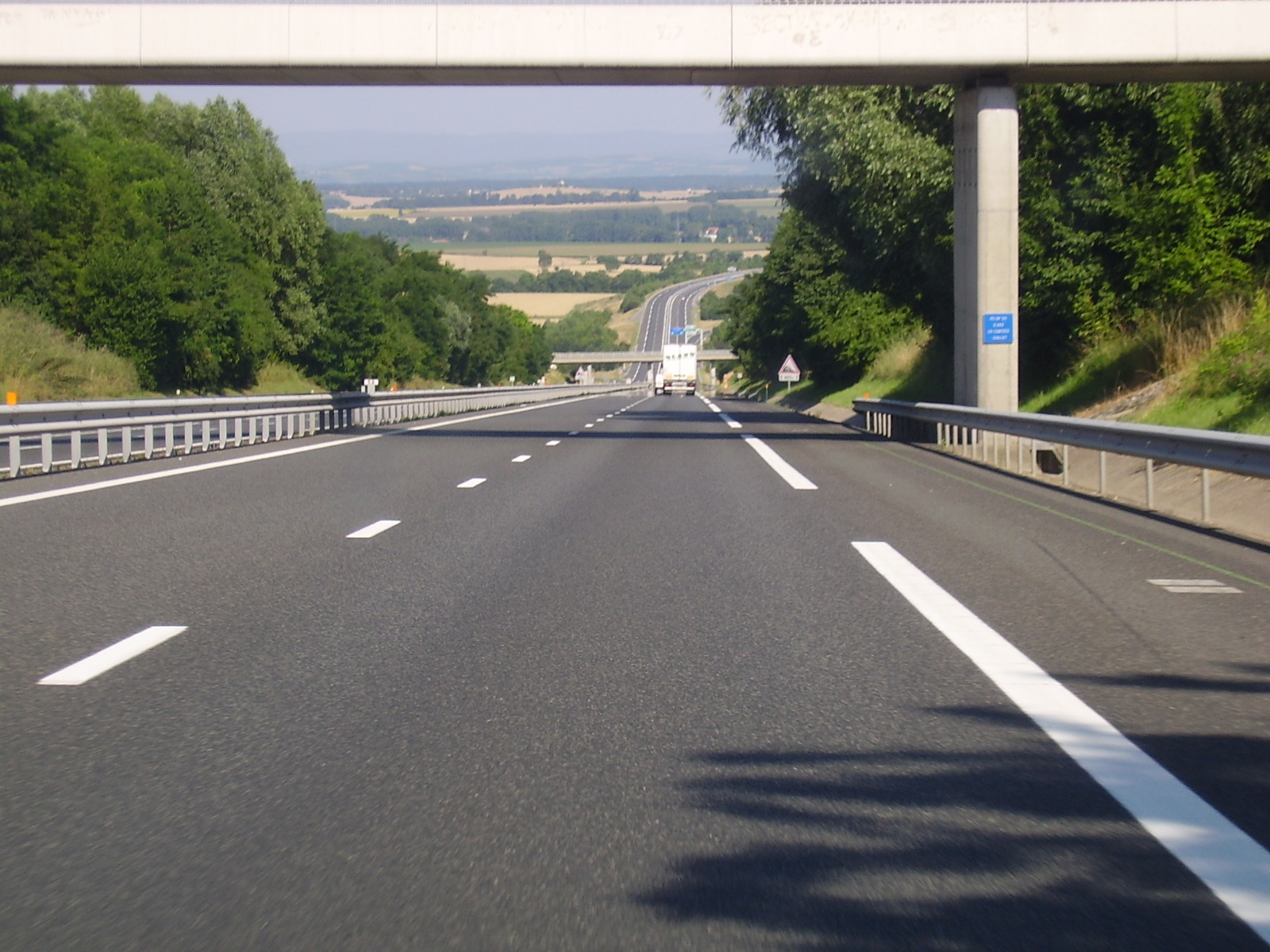
Pente de 5 % sur l'autoroute en direction de Vichy, 1400 mètres avant la sortie 14.

L'échangeur (dorénavant autoroutier) de Gannat est construit à une altitude de 500 mètres et se substitue à l'ancien échangeur 12, débouchant sur la route départementale 998 menant vers Ébreuil à l'ouest et Gannat vers l'est. L'échangeur 13 permet une meilleure desserte de la zone industrielle des Prés Liats. Sa réalisation a fait l'objet d'une enquête publique séparée.
Suivant une pente de 5 % sur 1 400 m, un autre échangeur est construit avec deux giratoires sur la nationale 9 (devenue route départementale 2009) desservant la zone d'activité des Clos Durs. Entre ces deux échangeurs, la vitesse est limitée à 130 km/h avec une pente de 5 % à l'ouest de ce dernier échangeur.
Jusqu'à la mise en service du diffuseur de Gannat-Nord, fin 2013, le franchissement de la barrière de péage de Gannat était obligatoire et l'A719 pouvait donc être considérée comme une simple bretelle de raccordement à l'A71.
L'autoroute se termine à Espinasse-Vozelle, au lieu-dit La Maison Blanche, au carrefour giratoire des départementales 2209, 215 et le contournement sud-ouest (la nouvelle D 906). Le trafic à destination de Vichy s'écoule par les ponts de Bellerive et de l'Europe. Cette nouvelle section comprend neuf ouvrages hydrauliques pour le rétablissement de cours d'eau, dix-neuf ouvrages de rétablissement des écoulements de bassins intermittents, sept bassins de rétention, huit dérivations de cours d'eau et deux accès de secours. L'autoroute devant passer deux fois sous la ligne de Saint-Germain-des-Fossés à Nîmes-Courbessac, deux ponts-rails ont dû être ripés en août 2013. Elle traverse des forêts où 62 hectares seront à reboiser.

### Parcours
- Échangeur entre A71 et A719 (km 0)
- Péage de Gannat (à système fermé, km 1)
- 13 : Ébreuil par D 998, Champs par D 216 (km 1,2)
- 14 : Gannat-centre, Moulins, Charroux, Saint-Pourçain-sur-Sioule par D 2009, ex RN 9 (km 7)
- 15 : Gannat-Sud, Escurolles, Bellerive-sur-Allier et Vichy par RD (km 9,7)
- Passage sur la Touraine (km 10)
- Passage sur le Béron (km 19)
- Péage de Vichy (à système ouvert, km 19,3)
- Passage sur la Goutte Jeanton (km 20,4)
- Passage sur la Goutte de la Fontaine (km 21,3)
- Fin d'autoroute sur un carrefour giratoire (D 2209, D 215 et D 906)